# Jean-François Amiguet

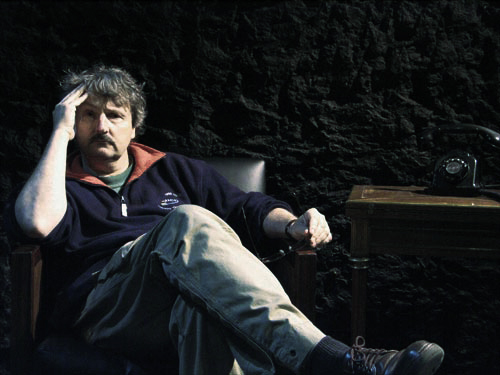
Jean-François Amiguet 2005

Jean-François Amiguet (* 1950 in Vevey) ist ein Schweizer Filmregisseur und Drehbuchautor.
Amiguet studierte zunächst Politikwissenschaft an der Universität Lausanne. Nach Abschluss seines Studiums wirkte er dann als Techniker bei einer Reihe von Filmen mit. Er arbeitete unter anderem mit den Schweizer Regisseuren Alain Tanner, Marcel Schüpbach und Yves Yersin. Nachdem Amiguet 1991 eine eigene Produktionsfirma namens Zagora Films SA mitgründete, produzierte er seit 1994 vor allem Fernsehfilme.
Jean-François Amiguets filmisches Schaffen zeichnet sich durch Vielseitigkeit aus. So wechselt er beständig zwischen den Formaten, zwischen Kurz- und Langfilm, Spiel- und Dokumentarfilm, Kino und Fernsehen. Er führt häufig nicht nur Regie, sondern übernimmt auch Drehbuch und Produktion.
Sein Kinofilm La Méridienne – Das Haus der Schwestern lief 1988 in der Reihe Un Certain Regard bei den Filmfestspielen in Cannes. Der Spielfilm In Liebe war laut Internet Movie Database (IMDb) 1993 für einen Goldenen Leoparden beim Filmfestival von Locarno nominiert und erhielt dort den Preis der Ökumenischen Jury. Ebenfalls für einen Goldenen Leoparden sowie für den Schweizer Filmpreis nominiert wurde Amiguets vierter Langfilm Au sud des nuages von 2003. 

## Filmografie (Auswahl)
- 1983: Alexandre – (Produktion, Regie, Buch)
- 1988: La Méridienne – Das Haus der Schwestern (La méridienne) – (Regie, Buch)
- 1991: Le film du cinéma suisse – (Dokumentarfilm, Regie)
- 1993: In Liebe (L'écrivain public) – (Regie, Buch)
- 1997: Die Versuchung des Zufalls (Les frissons du hasard) – (Regie der Episode: Cinq corners, penalty, Dokumentarkurzfilm)[2]
- 2000: Das große Fest am See (Histoires de fête) – (Regie der Episode: L'écharpe rouge; TV)
- 2003: Au sud des nuages – Fünf Walliser Bauern auf Abwegen (Au sud des nuages) –  (Produktion, Regie, Buch)